# Кім Тхе Хван
Кім Тхе Хван (кор. 김태환, 金太煥, нар. 24 липня 1989, Кванджу) — південнокорейський футболіст,  клубу «Ульсан Хьонде».
Виступав, зокрема, за клуб «Сеул», а також національну збірну Південної Кореї.
Клубний чемпіон Азії.

## Клубна кар'єра
У дорослому футболі дебютував 2010 року виступами за команду «Сеул», в якій провів два сезони, взявши участь у 47 матчах чемпіонату. Більшість часу, проведеного у складі «Сеула», був основним гравцем команди.
Згодом з 2013 по 2018 рік грав у складі команд «Соннам Ільхва Чхонма», «Ульсан Хьонде» та «Санджу Санму».
До складу клубу «Ульсан Хьонде» приєднався 2018 року. Станом на 14 листопада 2022 року відіграв за команду з Ульсана 127 матчів в національному чемпіонаті.

## Виступи за збірну
У 2014 році дебютував в офіційних матчах у складі національної збірної Південної Кореї.
У складі збірної був учасником чемпіонату світу 2022 року у Катарі.

## Титули і досягнення
- Клубний чемпіон Азії (1):

«Ульсан Хьонде»: 2020